# Karunguzhi
Karunguzhi (o Karunguli) è una suddivisione dell'India, classificata come town panchayat, di 11.265 abitanti, situata nel distretto di Kanchipuram, nello stato federato del Tamil Nadu. In base al numero di abitanti la città rientra nella classe IV (da 10.000 a 19.999 persone).

## Geografia fisica
La città è situata a 12° 33' 0 N e 79° 54' 0 E e ha un'altitudine di 38 m s.l.m..

## Società

### Evoluzione demografica
Al censimento del 2001 la popolazione di Karunguzhi assommava a 11.265 persone, delle quali 5.646 maschi e 5.619 femmine. I bambini di età inferiore o uguale ai sei anni assommavano a 1.300, dei quali 615 maschi e 685 femmine. Infine, coloro che erano in grado di saper almeno leggere e scrivere erano 7.651, dei quali 4.234 maschi e 3.417 femmine.